# わんぱくデルフィー
わんぱくデルフィー（Delfy and His Friends）は、スペインのTVEで1992年に放送されたテレビアニメ。日本では1998年頃にCSのキッズステーションで放送された。D'Ocon Films制作。

## キャラクター
デルフィー（Delfy）
声 - 小林けい
シャーコ
声 - 斉藤隆史
バジェニータ
声 - 江口秀子
トゥルトゥーガ
声 - 江口秀子

## エピソード
判明分のみ
| 話数 | エピソード           | 原題                    | 日本放送日    |
| ---- | -------------------- | ----------------------- | ------------- |
| 3    | 海の怖いオバケ       | THE EVIL GROTTO         | 1998年7月21日 |
| 4    | フロッグが恋をした   | CARASAPO FALLS IN LOVE  | 1998年7月28日 |
| 6    | 無人島での冒険       | ROBINSON CRUSOE ISLAND  | 1998年8月11日 |
| 10   | 海をきれいにするには | WHERE THERE'S A WILL... | 1998年9月8日  |
| 11   | 誰もいない島         | NO MAN'S LAN            | 1998年9月15日 |
| 12   | デルフィー国立公園   | THE NATIONAL PARK       | 1998年9月21日 |